# Податкова декларація
Податкова деклара́ція — офіційна заява платника податків про отримані ним за певний період прибутки та розповсюджувані на них податкові знижки та пільги. Згідно з чинним Податковим кодексом, податкова декларація визначається як документ, що подається платником податків (у тому числі відокремленим підрозділом у випадках, визначених Податковим кодексом) контролюючому органу у строки, встановлені законом, на підставі якого здійснюється нарахування та/або сплата податкового зобов'язання, чи документ, що свідчить про суми доходу, нарахованого (виплаченого) на користь платників податків - фізичних осіб, суми утриманого та/або сплаченого податку. 
Митні декларації прирівнюються до податкових декларацій для цілей нарахування та/або сплати податкових зобов'язань.
Додатки до податкової декларації є її невід'ємною частиною.
На основі податкової декларації і чинних податкових ставок податковий орган здійснює контроль за величиною податку, що підлягає сплаті.
Платник податку на прибуток подає разом із відповідною податковою декларацією квартальну або річну фінансову звітність (крім малих підприємств) у порядку, передбаченому для подання податкової декларації. 
Платники податку на прибуток, малі підприємства, віднесені до таких відповідно до Господарського кодексу України, подають разом з річною податковою декларацією річну фінансову звітність у порядку, передбаченому для подання податкової декларації.
У складі фінансової звітності платник податків зазначає тимчасові та постійні податкові різниці за формою, встановленою Міністерством фінансів України.
Якщо згідно з правилами, визначеними Податковим кодексом, податкова звітність з окремого податку складається наростаючим підсумком, податкова декларація за результатами останнього податкового періоду року прирівнюється до річної податкової декларації. У такому разі річна податкова декларація не подається.

## Форма податкової декларації
Якщо платник податків вважає, що форма податкової декларації, визначена центральним контролюючим органом, збільшує або зменшує його податкові зобов'язання, всупереч нормам Податкового кодексу з такого податку чи збору, він має право зазначити цей факт у спеціально відведеному місці в податковій декларації.
У разі необхідності платник податків може подати разом з такою податковою декларацією доповнення до такої декларації, які складені за довільною формою, що вважатиметься невід'ємною частиною податкової декларації. Таке доповнення подається з поясненням мотивів його подання. 
Форма податкової декларації встановлюється центральним органом державної податкової служби за погодженням з Міністерством 
фінансів України. 
У такому ж порядку встановлюються форми податкових декларацій з місцевих податків і зборів, що є обов'язковими для застосування їх платниками (податковими агентами). 
Форма декларації про майновий стан і доходи (податкової декларації) встановлюється з урахуванням особливостей, визначених 
пунктом 179.9 статті 179 Податкового кодексу. 
Форма спрощеної податкової декларації, що передбачена пунктом 49.2 статті 49 Податкового кодексу, та порядок переходу платників податків на подання такої декларації встановлюються Кабінетом Міністрів України. 
Форма, порядок та строки подання митної декларації, а також порядок прийняття митним органом митної декларації визначаються з урахуванням вимог митного законодавства України. 
Державні органи, які встановлюють форми податкових декларацій, зобов'язані оприлюднити такі форми для використання їх платниками податків. 
Якщо в результаті запровадження нового податку або зміни правил оподаткування змінюються форми податкової звітності, центральний орган державної податкової служби, який затвердив такі форми, зобов'язаний оприлюднити нові форми звітності. 
До визначення нових форм декларацій (розрахунків), які набирають чинності для складання звітності з податкового періоду, що настає за податковим періодом, у якому відбулося їх оприлюднення, є чинними форми декларацій (розрахунків), чинні до такого визначення. 

### Реквізити податкової декларації
Форма податкової декларації повинна містити необхідні обов'язкові реквізити і відповідати нормам та змісту відповідних податку та збору. 
Обов'язкові реквізити — це інформація, яку повинна містити форма податкової декларації та за відсутності якої документ втрачає визначений Податковим кодексом статус із настанням передбачених законом юридичних наслідків.
Податкова декларація повинна містити такі обов'язкові реквізити:
- тип документа 
  - звітний
  - уточнюючий
  - звітний новий;
- звітний (податковий) період, за який подається податкова декларація;
- звітний (податковий) період, що уточнюється (для уточнюючого розрахунку);
- повне найменування (прізвище, ім'я, по батькові) платника податків згідно з реєстраційними документами;
- код платника податків згідно з Єдиним державним реєстром підприємств та організацій України або податковий номер;
- реєстраційний номер облікової картки платника податків або серію та номер паспорта (для фізичних осіб, які через свої релігійні переконання відмовляються від прийняття реєстраційного номера облікової картки платника податків та повідомили про це відповідний орган державної податкової служби і мають відмітку у паспорті);
- місцезнаходження (місце проживання) платника податків;
- найменування органу державної податкової служби, до якого подається звітність;
- дата подання звіту (або дата заповнення — залежно від форми);
- ініціали, прізвища та реєстраційні номери облікових карток посадових осіб платника податків;
- підписи платника податку - фізичної особи та/або посадових осіб платника податку, визначених Податковим кодексом, засвідчені печаткою платника податку (за наявності).

В окремих випадках, коли це відповідає сутності податку або збору та є необхідним для його адміністрування, форма податкової декларації додатково може містити такі обов'язкові реквізити:
- відмітка про звітування за спеціальним режимом;
- код виду економічної діяльності (КВЕД) ( va375202-05 );
- код органу місцевого самоврядування за КОАТУУ;
- індивідуальний податковий номер та номер свідоцтва про реєстрацію платника податку на додану вартість згідно з даними реєстру платників податку на додану вартість за звітний (податковий) період.

## Підписання податкової декларації
Податкова декларація повинна бути підписана:
- керівником платника податків або уповноваженою особою, а також особою, яка відповідає за ведення бухгалтерського обліку та подання податкової декларації до органу державної податкової служби. У разі ведення бухгалтерського обліку та подання податкової декларації безпосередньо керівником платника податку така податкова декларація підписується таким керівником та особою, яка відповідає за ведення бухгалтерського обліку. Достатнім підтвердженням справжності документа податкової звітності є наявність оригіналу підпису уповноваженої особи на документі у паперовій формі або наявність в електронному документі електронного цифрового підпису платника податку;
- фізичною особою - платником податків або його законним представником;
- особою, відповідальною за ведення бухгалтерського обліку та подання податкової декларації згідно з договором про спільну діяльність або угодою про розподіл продукції.

Якщо податкова декларація подається податковими агентами - юридичними особами, вона повинна бути підписана керівником такого агента та особою, яка відповідає за ведення бухгалтерського обліку та подання податкової декларації такого агента, а якщо податковим агентом є платник податків - фізична особа - таким платником податків.

## Подання податкової декларації
Податкова декларація подається за звітний період в установлені Податковим кодексом строки органу державної податкової служби, в якому перебуває на обліку платник податків. 
Платник податків зобов'язаний за кожний встановлений Податковим кодексом звітний період подавати податкові декларації щодо кожного окремого податку, платником якого він є, відповідно до Податкового кодексу незалежно від того, чи провадив такий платник податку господарську діяльність у звітному періоді. Платники податку на прибуток підприємств, які оподатковуються за ставкою нуль відсотків відповідно до пункту 154.6 статті 154 Податкового кодексу, подають органам державної податкової служби декларації (розрахунки) з податку на прибуток підприємств за спрощеною формою у порядку, встановленому Податковим кодексом. 
Податкова декларація подається за вибором платника податків, якщо інше не передбачено цим Кодексом, в один із таких способів: 
- особисто платником податків або уповноваженою на це особою;
- надсилається поштою з повідомленням про вручення та з описом вкладення;
- засобами електронного зв'язку в електронній формі з дотриманням умови щодо реєстрації електронного підпису підзвітних осіб у порядку, визначеному законодавством.

Платники податків, що належать до великих та середніх підприємств, подають податкові декларації до органу державної податкової служби в електронній формі з дотриманням умови щодо реєстрації електронного підпису підзвітних осіб у порядку, визначеному законодавством. 
У разі надсилання податкової декларації поштою, платник податку зобов'язаний здійснити таке відправлення на адресу відповідного органу державної податкової служби не пізніше ніж за десять днів до закінчення граничного строку подання податкової декларації, а при поданні податкової звітності в електронній формі, - не пізніше закінчення останньої години дня, в якому спливає такий граничний строк.
У разі втрати або зіпсуття поштового відправлення чи затримки його вручення органу державної податкової служби з вини оператора поштового зв'язку, такий оператор несе відповідальність відповідно до закону. У такому разі платник податків звільняється від будь-якої відповідальності за неподання або несвоєчасне подання такої податкової декларації. Платник податків протягом п'яти робочих днів з дня отримання повідомлення про втрату або зіпсуття поштового відправлення зобов'язаний надіслати поштою або надати особисто (за його вибором) органу державної податкової служби другий примірник податкової декларації разом з копією повідомлення про втрату або зіпсуття поштового відправлення. 
Незалежно від факту втрати або зіпсуття такого поштового відправлення чи затримки його вручення платник податків зобов'язаний сплатити суму податкового зобов'язання, самостійно визначену ним у такій податковій декларації, протягом строків, установлених Податковим кодексом. 
Прийняття податкової декларації є обов'язком органу державної податкової служби. Під час прийняття податкової декларації уповноважена посадова особа органу державної податкової служби, в якому перебуває на обліку платник податків, зобов'язана перевірити наявність та достовірність заповнення всіх обов'язкових реквізитів. Інші показники, зазначені в податковій декларації платника податків, до її прийняття перевірці не підлягають. 
За умови дотримання платником податків визначених вище вимог посадова особа органу державної податкової служби, в якому перебуває на обліку платник податків, зобов'язана зареєструвати податкову декларацію платника датою її фактичного отримання органом державної податкової служби. За умови дотримання вимог, зазначених у цьому та попередньому розділах статті, податкова декларація, надана платником, також вважається прийнятою: 
- за наявності на всіх аркушах, з яких складається податкова декларація та, за бажанням платника податків, на її копії, відмітки (штампу) органу державної податкової служби, яким отримана податкова декларація, із зазначенням дати її отримання, або квитанції про отримання податкової декларації у разі її подання засобами електронного зв'язку, або поштового повідомлення з відміткою про вручення органу державної податкової служби, у разі надсилання податкової декларації поштою;
- у разі, якщо орган державної податкової служби не надає платнику податків повідомлення про відмову у прийнятті податкової декларації або не надсилає його платнику податків у встановлений строк.

Відмова посадової особи органу державної податкової служби прийняти податкову декларацію з будь-яких інших причин, у тому числі висунення будь-яких інших передумов щодо такого прийняття (включаючи зміну показників такої податкової декларації, зменшення або скасування від'ємного значення об'єктів оподаткування, сум бюджетних відшкодувань, незаконного збільшення податкових зобов'язань тощо) забороняється. 
У разі подання платником податків до органу державної податкової служби податкової декларації, заповненої з порушенням вимог пунктів 48.3 та 48.4 статті 48 Податкового кодексу, такий орган державної податкової служби зобов'язаний надати такому платнику податків письмове повідомлення про відмову у прийнятті його податкової декларації із зазначенням причин такої відмови: 
- у разі отримання такої податкової декларації, надісланої поштою або засобами електронного зв'язку, - протягом п'яти робочих днів з дня її отримання;
- у разі отримання такої податкової декларації особисто від платника податку або його представника - протягом трьох робочих днів з дня її отримання.

У разі отримання відмови органу державної податкової служби у прийнятті податкової декларації платник податків має право: 
- подати податкову декларацію та сплатити штраф у разі порушення строку її подання;
- оскаржити рішення органу державної податкової служби у порядку, передбаченому статтею 56 Податкового кодексу.

У разі якщо в установленому законодавством порядку буде встановлено факт неправомірної відмови органом державної податкової служби (посадовою особою) у прийнятті податкової декларації, остання вважається прийнятою у день її фактичного отримання органом державної податкової служби. 
За кожною заявою платника податків щодо порушення посадовою особою органу державної податкової служби правил подання податкової декларації в обов'язковому порядку проводиться службове розслідування відповідно до закону. За результатами такого розслідування винна посадова особа органу державної податкової служби притягується до відповідальності відповідно до закону. 
Податкова декларація, надіслана платником податків або його представником поштою або засобами електронного зв'язку, вважається неподаною за умови її заповнення з порушенням норм пунктів 48.3 і 48.4 статті 48 Податкового кодексу та надсилання податковим органом платнику податків письмової відмови у прийнятті його податкової декларації.
Незалежно від наявності відмови у прийнятті податкової декларації платник податків зобов'язаний погасити податкове зобов'язання, самостійно визначене ним у такій податковій декларації, протягом строків, установлених Податковим кодексом. 

### Єдине вікно
Центральний орган виконавчої влади, відповідальний за процеси інформатизації в Україні, впроваджує та утримує автоматизовану систему «Єдине вікно подання електронної звітності» для надання послуг із подання за допомогою мережі Інтернет в електронному вигляді звітності, обов'язковість подання якої встановлено законодавством, до міністерств, інших органів державної влади та фондів загальнообов'язкового державного страхування. Автоматизована система «Єдине вікно подання електронної звітності» повинна забезпечувати підтримку роботи засобів електронного цифрового підпису всіх акредитованих центрів сертифікації ключів, що працюють на ринку України відповідно до чинного законодавства. Опис форматів (стандартів), структура електронних документів, що забезпечує подання електронної звітності до автоматизованої системи «Єдине вікно подання електронної звітності», повинні розміщуватися та підтримуватися в актуальному стані на безоплатній для користувачів основі на загальнодоступних інформаційних ресурсах Міністерства фінансів України та тих органів державної влади, до яких обов'язковість подання звітності встановлена законодавством. Автоматизована система «Єдине вікно подання електронної звітності» та всі її компоненти є державною власністю. За допомогою автоматизованої системи «Єдине вікно подання електронної звітності» або її компонентів можуть надаватися інші послуги. 

### Період, за який подаються податкові декларації
Податкові декларації, крім випадків, передбачених цим Кодексом, подаються за базовий звітний (податковий) період, що дорівнює: 
- календарному місяцю (у тому числі в разі сплати місячних авансових внесків) - протягом 20 календарних днів, що настають за останнім календарним днем звітного (податкового) місяця;
- календарному кварталу або календарному півріччю (у тому числі в разі сплати квартальних або піврічних авансових внесків) - протягом 40 календарних днів, що настають за останнім календарним днем звітного (податкового) кварталу (півріччя);
- календарному року, крім наступних двох випадків - протягом 60 календарних днів, що настають за останнім календарним днем звітного (податкового) року;
- календарному року для платників податку на доходи фізичних осіб - до 1 травня року, що настає за звітним;
- календарному року для платників податку на доходи фізичних осіб - підприємців - протягом 40 календарних днів, що настають за останнім календарним днем звітного (податкового) року.

Якщо податкова декларація за квартал, півріччя, три квартали або рік розраховується наростаючим підсумком на підставі показників базових податкових періодів, з яких складаються такі квартал, півріччя, три квартали або рік (без урахування авансових внесків), згідно з відповідним розділом Податкового кодексу, зазначена податкова декларація подається у строки, визначені для такого базового звітного (податкового) періоду. 
Під терміном «базовий звітний (податковий) період» слід розуміти перший звітний (податковий) період року, визначений відповідним розділом Податкового кодексу. 
Якщо останній день строку подання податкової декларації припадає на вихідний або святковий день, то останнім днем строку вважається операційний (банківський) день, що настає за вихідним або святковим днем. Граничні строки подання податкової декларації можуть бути збільшені за правилами та на підставах, які передбачені Податковим кодексом. 
Якщо згідно з відповідним розділом Податкового кодексу з питань окремого податку, збору звітний (податковий) період не встановлено, податкова декларація подається та податкове зобов'язання сплачується у строки, передбачені цим пунктом для місячного базового звітного (податкового) періоду, крім випадків, коли подання податкової декларації не передбачено таким розділом Податкового кодексу. 

## Внесення змін до податкової звітності
У разі якщо у майбутніх податкових періодах (з урахуванням строків давності, визначених статтею 102 Податкового кодексу) платник податків самостійно виявляє помилки, що містяться у раніше поданій ним податковій декларації (крім обмежень, визначених нижче), він зобов'язаний надіслати уточнюючий розрахунок до такої податкової декларації за формою чинного на час подання уточнюючого розрахунку.
Платник податків має право не подавати такий розрахунок, якщо відповідні уточнені показники зазначаються ним у складі податкової декларації за будь-який наступний податковий період, протягом якого такі помилки були самостійно виявлені. Платник податків, який самостійно виявляє факт заниження податкового зобов'язання минулих податкових періодів, зобов'язаний, за винятком випадків, установлених нижче:
- або надіслати уточнюючий розрахунок і сплатити суму недоплати та штраф у розмірі трьох відсотків від такої суми до подання такого уточнюючого розрахунку;
- або відобразити суму недоплати у складі декларації з цього податку, що подається за податковий період, наступний за періодом, у якому виявлено факт заниження податкового зобов'язання, збільшену на суму штрафу у розмірі п'яти відсотків від такої суми, з відповідним збільшенням загальної суми грошового зобов'язання з цього податку.

Якщо після подачі декларації за звітний період платник податків подає нову декларацію з виправленими показниками до закінчення граничного строку подання декларації за такий самий звітний період, то штрафи, визначені вище, не застосовуються.
Платник податків під час проведення документальних планових та позапланових виїзних перевірок не має права подавати уточнюючі розрахунки до поданих ним раніше податкових декларацій за будь-який звітний (податковий) період з відповідного податку і збору, який перевіряється контролюючим органом. Це правило не поширюється на випадки, встановлені статтею 177 Податкового кодексу.
У разі якщо платник податків подає уточнюючий розрахунок до податкової декларації, поданої за період, що перевірявся, відповідний контролюючий орган має право на проведення позапланової перевірки платника податків за відповідний період.
Після внесення змін до нормативно-правових актів з питань оподаткування центральний орган державної податкової служби повинен здійснити заходи, пов'язані з оприлюдненням та застосуванням таких змін.